# Saint Omer
Saint Omer je francouzský hraný film z roku 2022, který režírovala Alice Diop podle skutečných událostí z roku 2013, kdy byla Fabienne Kabou odsouzena za vraždu své 15měsíční dcery tím, že ji opustila na pláži v Berck-sur-Mer během stoupajícího přílivu. Snímek měl světovou premiéru na filmovém festivalu v Benátkách dne 7. září 2022.

## Děj
Rama se účastní soudu s Laurencem Colyem, souzeným za utopení svého 15měsíčního dítěte, kterého opustil na pláži před stoupajícím přílivem.

## Obsazení
| Kayije Kagame       | Rama          |
| Guslagie Malanda    | Laurence Coly |
| Valérie Dréville    | soudkyně      |
| Aurélia Petit       | Vaudenay      |
| Xavier Maly         | Luc Dumontet  |
| Robert Cantarella   | advokát       |
| Salimata Kamate     | Odile Diatta  |
| Thomas de Pourquery | Adrien        |
| Adama Diallo Tamba  | matka Ramy    |
| Mariam Diop         | sestra Ramy   |
| Dado Diop           | sestra Ramy   |

## Ocenění
- Festival 2 Cinéma 2 Valenciennes: cena poroty
- Filmový festival Gand: nejlepší film
- Benátský filmový festival: stříbrný lev velké ceny poroty, cena Luigi De Laurentiis
- Prix Jean-Vigo: Alice Diop
- Prix Louis-Delluc: společně s Pacifiction
- Prix Cléopâtre: cena publika pro nejlepší režisérku (Alice Diop)
- César: nejlepší filmový debut (Alice Diop); nominace v kategoriích nejslibnější herečka (Guslagie Malanda), nejlepší původní scénář (Amrita David, Alice Diop a Marie NDiaye), nejlepší kamera (Claire Mathon)
- Pařížská asociace filmových kritiků: nominace v kategoriích nejlepší film, nejlepší herečka (Guslagie Malanda), nejslibnější herečka (Guslagie Malanda a Kayjie Kagame, nejlepší původní scénář (Amrita David, Alice Diop a Marie NDiaye)
- Prix Alice Guy: nominace na nejlepší francouzský nebo frankofonní film režírovaný ženou (Alice Diop)